# Kevin Long (acteur pornographique)
Pour les articles homonymes, voir Kevin Long et Long.
Kevin Long, parfois crédité sous le seul prénom de Kevin, est un acteur pornographique français  né le 14 janvier 1965.

## Biographie
C'est par le biais du milieu échangiste et avec le concours de sa compagne Fovéa, elle-même actrice de X, que Kevin Long fait son entrée dans le cinéma pornographique vers la fin des années 1990. Le réalisateur John B. Root, qui a fait débuter le couple Fovéa-Kevin Long, les emploie à plusieurs reprises. Kevin Long devient vite un hardeur confirmé, tournant avec les principaux réalisateurs du genre, comme Rocco Siffredi et le Français Pierre Woodman, notamment dans la série des Hustler : Anal Intensive. Sans atteindre les sommets du vedettariat, il fait partie des visages récurrents du X français, et se produit également à l'étranger.
Kevin Long et Fovéa se séparent lorsque cette dernière décide d'arrêter sa carrière. Il continue de tourner pendant plusieurs années, travaillant un temps aux États-Unis, puis arrête lui aussi le X vers 2008. Il ne faut pas le confondre avec un autre hardeur, un Américain également appelé Kevin Long, qui officie pour sa part dans le porno gay.

## Filmographie sélective
- 1997 : Sextet, de John B. Root (JBR Média)
- 1998 : Concupiscence, de John B. Root (JBR Média)
- 1998 :  Exhibition 99, de John B. Root (JBR Média)
- 1998 : Croupe du Monde 98, d'Alain Payet (Colmax)
- 1999 : Niqueurs-nés de Fred Coppula (Blue One)
- 1999 : Drôles de filles de Patrice Cabanel (JTC)
- 2002 : L'Affaire Katsumi d'Alain Payet (Marc Dorcel)
- 2002 : La Cambrioleuse  de Fred Coppula (Blue One)
- 2002 : Le Journal de Pauline  de Fred Coppula (Blue One)